# Cova de Son Mulet
La cova de Son Mulet és una cova artificial prehistòrica d'enterrament de l'edat del bronze, destruïda al final del decenni de 1920, que estava situada a la possessió de Son Mulet, al municipi de Llucmajor, Mallorca.
Fou descoberta entre 1926 i 1927, era subterrània. Fou espoliada pel propietari, si bé part dels materials foren recuperats per Andreu Crespí i Lluís Ferbal, que els estudiaren. Segons el croquis que en feren, tenia un passadís d'accés d'1,5 m de llargària, una amplada de 0,8 m i 0,9 d'alçada, el qual donava a una cambra situada en un nivell inferior. Aquesta cambra era de forma ovalada, de dimensions màximes 6,5 m de llargària, 3,2 m d'amplària i 2,8 m d'alçària. Tenia, a l'esquerra, un petit cubicle. S'hi trobaren nombroses restes (set cranis humans sencers, botons d'os, punxons, un punyal i una punta de fletxa de bronze i nombrosos recipients de ceràmica indígena), que es conserven al Museu de Mallorca i al Museu d'Arqueologia de Catalunya (Barcelona). Fou destruïda pels trencadors de marès.